# FC Pommern Greifswald
FC Pommern Greifswald was een Duitse voetbalvereniging uit Greifswald in Mecklenburg-Voor-Pommeren.

## Geschiedenis
In mei 2010 liepen de fusiebesprekingen tussen Greifswalder SV 04 en HSG Uni Greifswald vast. Voormalige sponsoren van beide verenigingen besloten daarop FC Pommern Greifswald op te richten, dat met ingang van het seizoen 2010/11 de plaats van HSG Uni Greifswald in de Verbandsliga Mecklenburg-Vorpommern overnam. Na de 10e plaats in het eerste seizoen, werd de club in het jaar daarop kampioen en promoveerde zo naar de Oberliga NOFV-Nord, het 5e niveau in de Duitse voetbalpyramide. 
Op 1 juli 2015 werd bekend dat de club ontbonden werd. De leden sloten zich aan bij Greifswalder SV 04. 

## Stadion
FC Pommern Greifswald speelt zijn thuiswedstrijden in het Greifswalder Volksstadion. Ook de stadsrivaal Greifswalder SV 04 speelt in dat stadion.